# IC 3511
IC 3511 је појединачна звијезда у сазвјежђу Береникина коса која се налази на листи објеката дубоког неба у Индекс каталогу.
Деклинација објекта је + 27° 20' 55" а ректасцензија 12h 34m 9,6s.